# Neckera valentiniana
Neckera valentiniana là một loài Rêu trong họ Neckeraceae. Loài này được Besch. miêu tả khoa học đầu tiên năm 1880.